# Feuchtwälder in den Caatinga-Exklaven

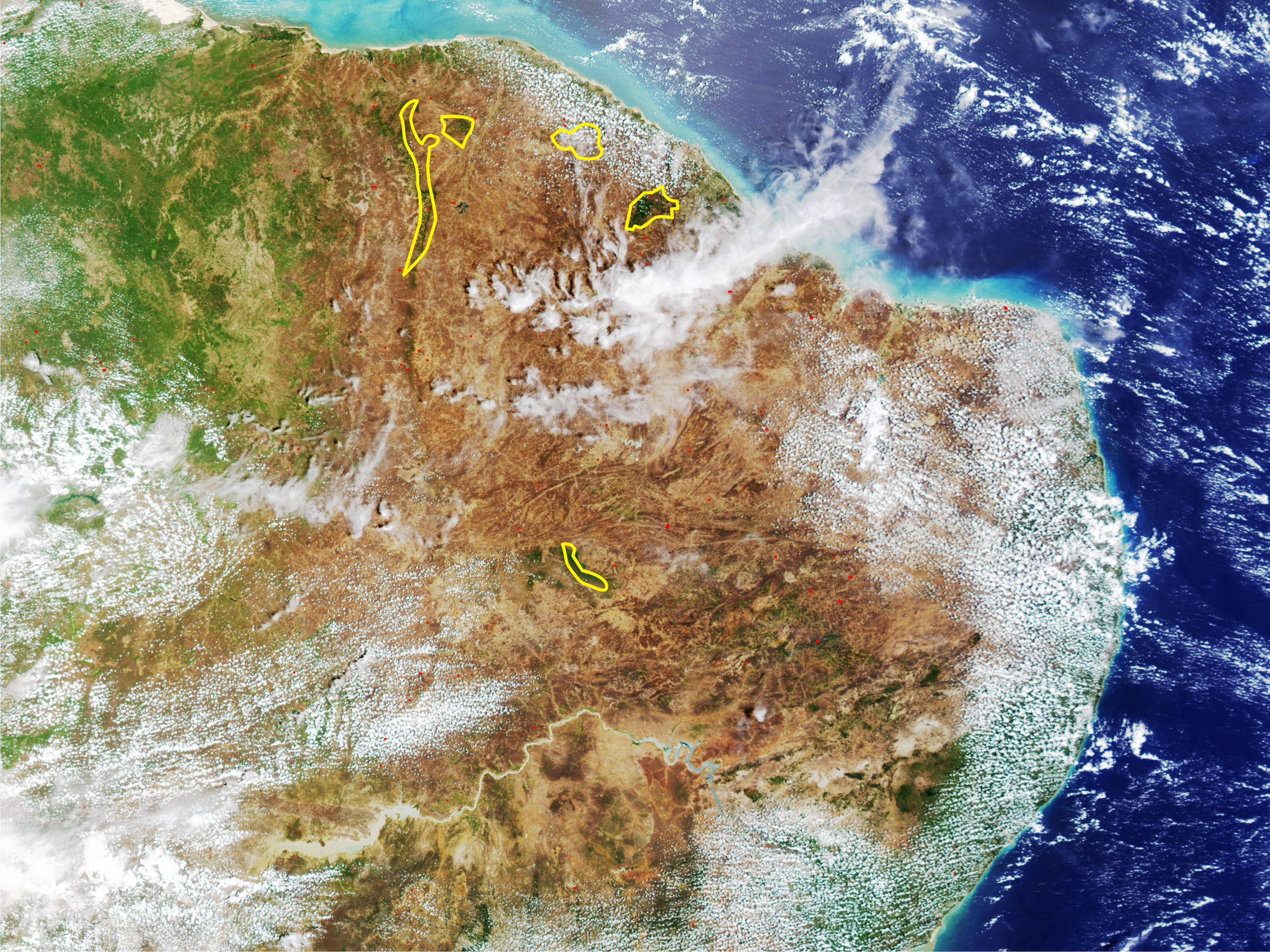
Satellitenbild, das die Lage der Feuchtwälder in den Caatinga-Exklaven im nordöstlichen Brasilien zeigt.
(gelbe Linien bezeichnen die Grenzen)

Die Feuchtwälder in den Caatinga-Exklaven sind eine Ökoregion der Biome Tropischer Regenwald und südamerikanischer Mata Atlântica. Sie befinden sich im nordöstlichen Brasilien.
Die Ökoregion bildet eine Reihe unzusammenhängender, inselähnlicher Enklaven in den viel größeren und trockenen Ökoregionen Dornstrauchsavanne und Dornbuschwald Caatinga und wechselfeuchte Cerrado-Savannen.

## Lage
Die Feuchtwälder in den Caatinga-Enklaven bedecken eine Fläche von 4800 km² im Staat Ceará, im nordöstlichen Brasilien.

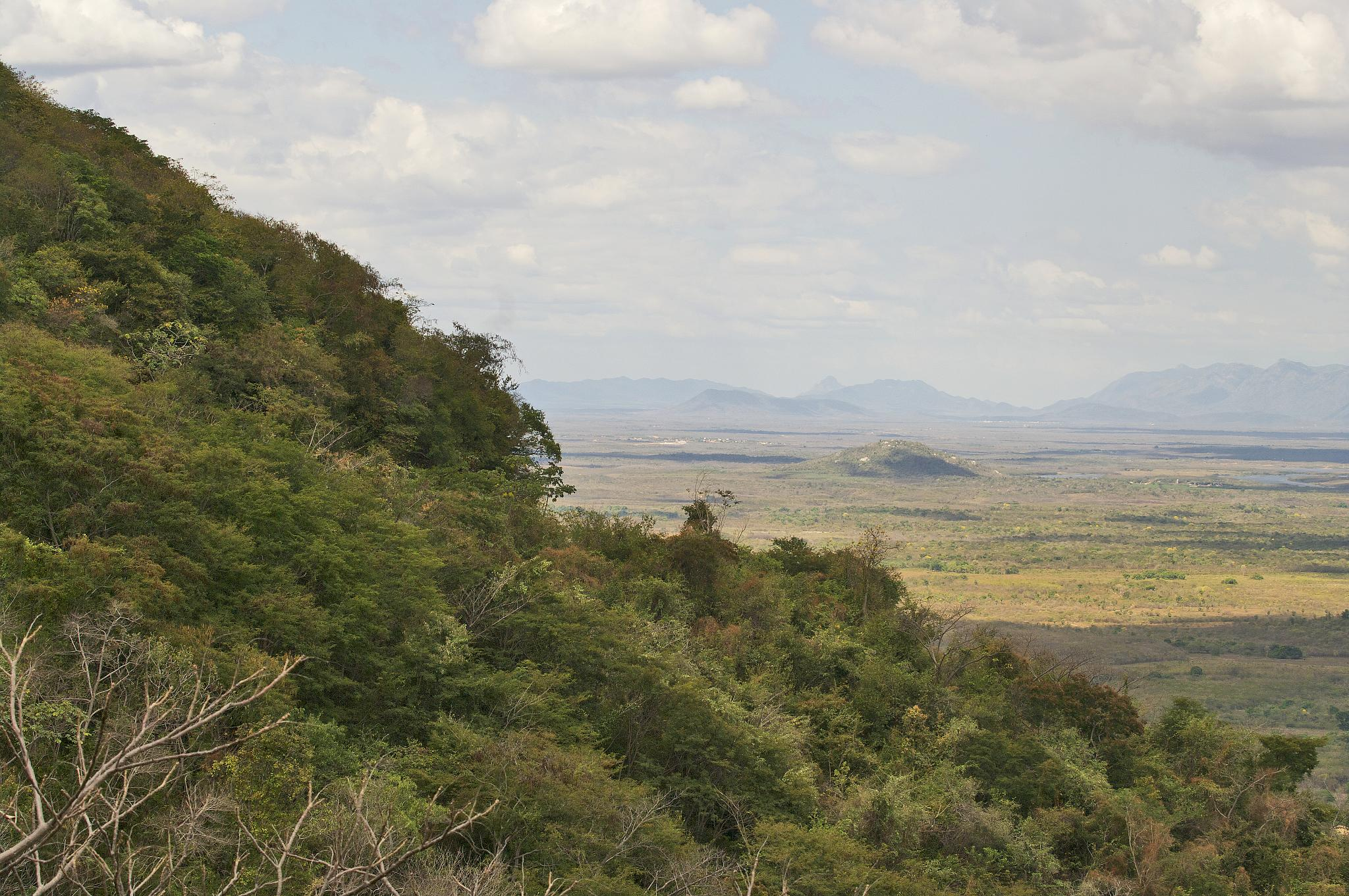
Brejo de altitude bei Sobral

Die Enklaven, auch Brejo de altitude genannt, befinden sich auf vier größeren Plateaus, den Chapada do Araripe, Serra de Ibiapaba, Serra de Baturité und Serra da Borborema. Die Enklaven befinden sich an Luv-Hängen und Plateaus auf einer Höhe zwischen 600 und 800 m.

## Flora
Der Hauptvegetationstyp sind Atlantische saisonale Laubwälder mit vier Vegetationsstraten und einzelnen Emergenten, die höher als 30 m sind. Der Wald ist großenteils dem Mata Atlântica weiter östlich ähnlich, aber umfasst auch Arten des Caatinga, Cerrado, und des Amazonischen Regenwalds.

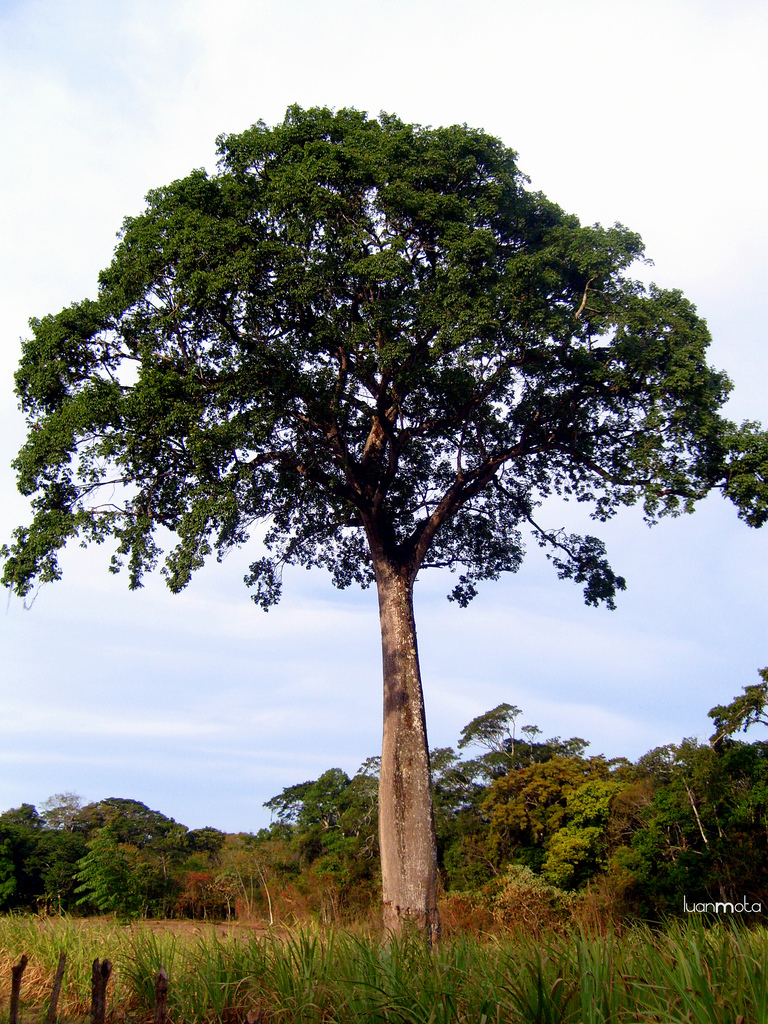
jatobá gigante (Hymenaea courbaril) in der Serra de Ibiapaba

Die hochaufgeschossenen und die Schirm-Schichten bestehen überwiegend aus Baumarten der Familien Fabaceae (Peltophorum dubium), Meliaceae (Cedrela fissilis) und Apocynaceae (Aspidosperma parvifolium).

## Fauna
Die mit diesem Habitat in Verbindung gebrachte Fauna weist eine starke Verbindung sowohl mit dem Amazonischen Regenwald als auch dem Mata Atlântica und zu einem geringeren Grad dem Caatinga auf. 
Zu den mit diesem Habitat assoziierten Tieren gehören Vögel wie der Salvadori-Weißohrsittich (Pyrrhura griseipectus), der Ockerzwergspecht (Picumnus limae), der Ceará Gnateater (Conopophaga lineata cearae) und der Araripepipra (Antilophia bokermanni), Froschlurche wie Adelophryne baturitensis und A. maranguapensis, und Echsen wie Mabuya arajara und Leposoma baturitensis.
Im Gegensatz zu anderen Gruppen ist nur eine einzige Säugetiere-Art in diesen  Feuchtwaldenklaven bekannt, der in den 2000er Jahren beschriebene Endemit Rhipidomys cariri, der zu den Klettermäusen zählt.

## Erhaltung
Die meisten in diesen Feuchtwäldern endemischen Vögel werden von BirdLife International und der IUCN hauptsächlich wegen Habitatverlust als bedroht erachtet. Im Allgemeinen ist die Lage bei anderen Tieren schlecht bekannt, aber wohl der der Vögel ähnlich.

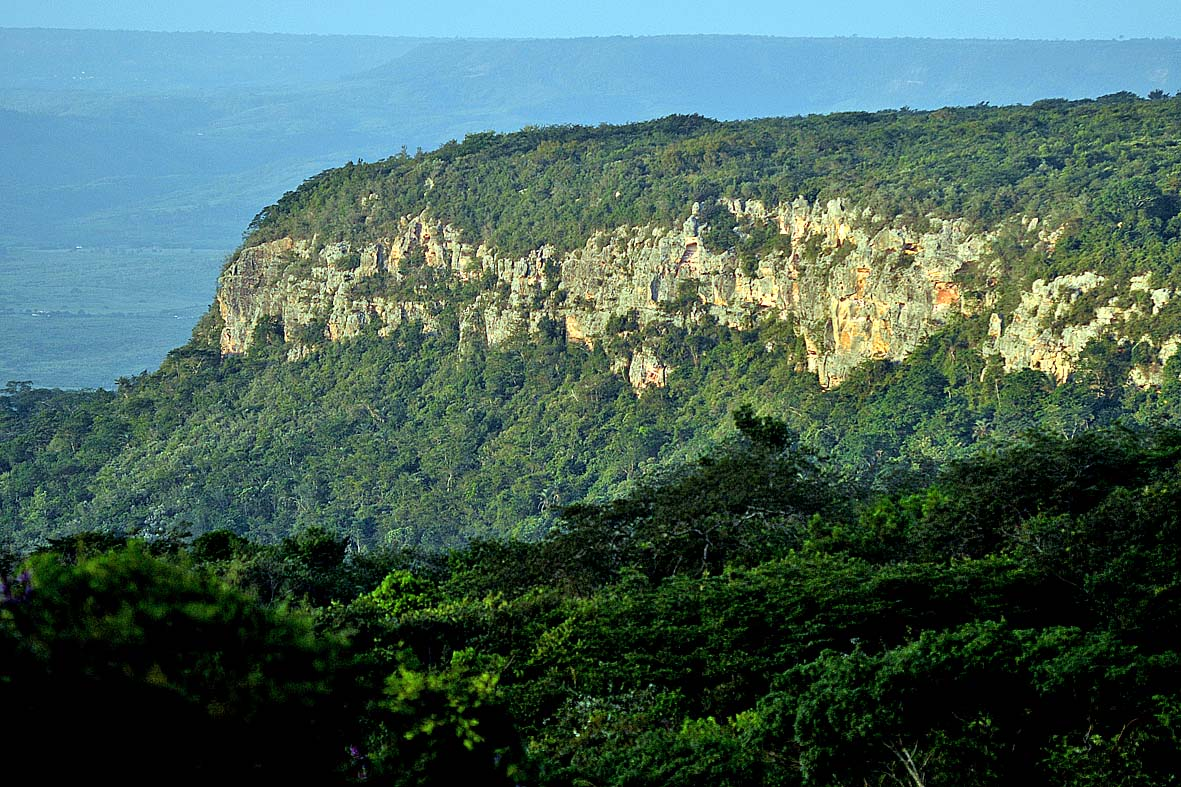
Das Plateau Chapada do Araripe, Pernambuco
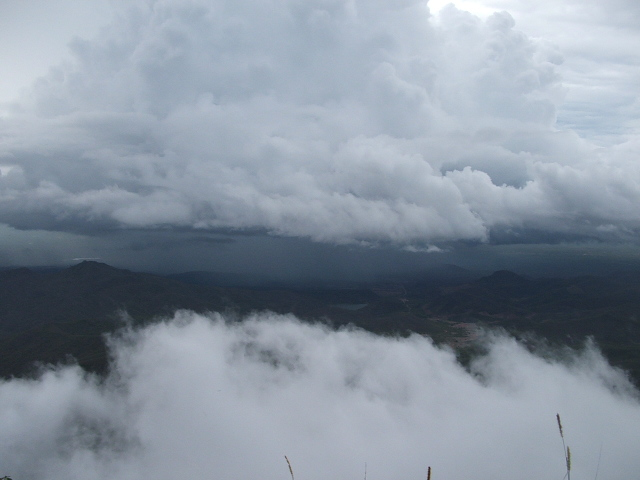
Guaramiranga Pico Alto (1115 m) in der Serra de Baturité, 2005
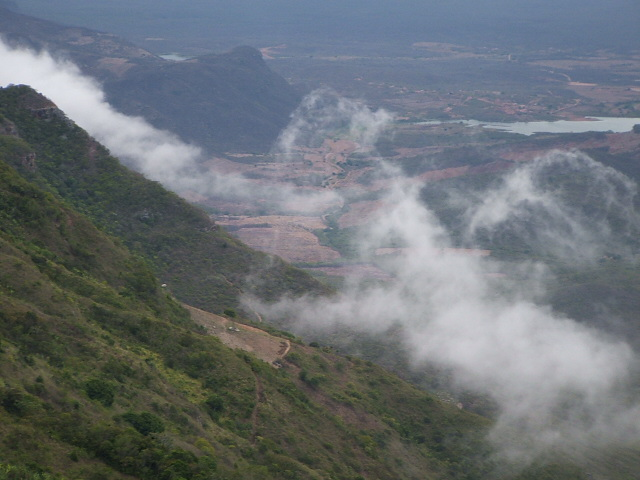
Landwirtschaft an den Hängen des Pico Alto
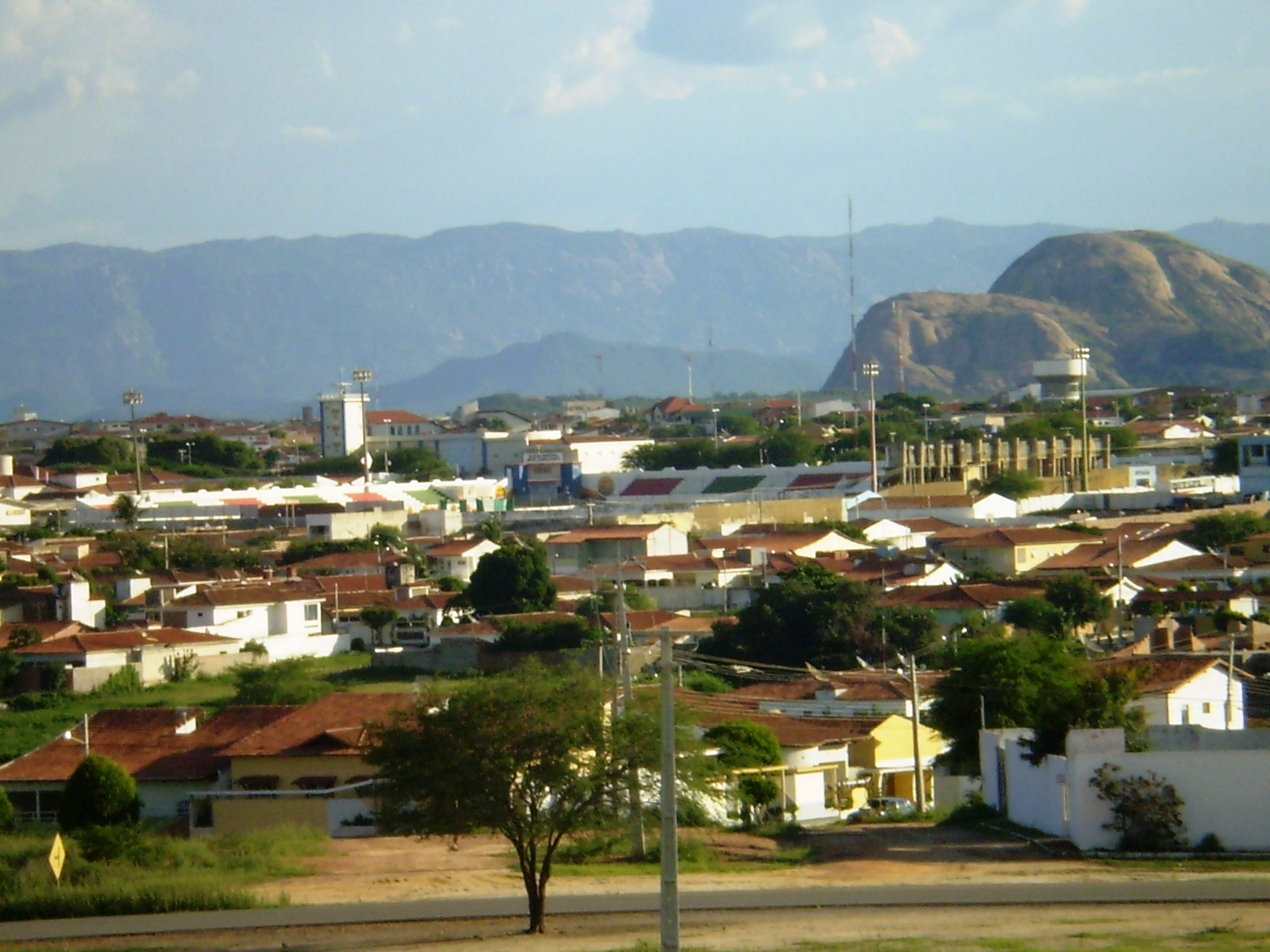
Planalto da Borborema (?)